# Museo Municipal de Utiel
La Col·lecció Museogràfica d'Utiel és un museu etnològic, inaugurat el 30 de març de 2015 i que està ubicat en un edifici pairal de mitjans del segle XIX, conegut com a Casa dels Alamanzón (catalogada com Ben Immoble d'Etnologia per la Generalitat Valenciana) en què es poden trobar diferents estades i espais que allotgen béns arqueològics, paleontològics i etnològics.

## Història
El Museu va obrir les portes a finals de març de l'any 2015, sent inaugurat per Alfonso Rus, quan era President de la Diputació de València, com un museu municipal que tenia com a objectius mostrar a través d'objectes antics, majoritàriament fruit de les donacions dels mateixos veïns de la localitat; els costums i la forma de vida d'aquest municipi.
Es va ubicar, després de la restauració, a la coneguda Casa Alamanzón, edifici històric d'Utiel que ha estat al llarg de la seva història des de casa senyorial a jutjat, albergant fins i tot una casa caserna de la Guàrdia Civil i la pinacoteca municipal.
El reconeixement com a col·lecció museogràfica de la Comunitat Valenciana, no va arribar fins a la RESOLUCIÓ de 17 de novembre de 2017.
Aquell mateix any l'Ajuntament va decidir incorporar la Col·lecció Museogràfica a la Xarxa de Museus Etnològics Locals de la Diputació de València, coordinats pel Museu Valencià d'Etnologia, L'ETNO.
L'any 2019 es va dur a terme la rehabilitació del pati de la Casa Alamanzón i de l'edifici annex, per poder utilitzar tots dos espais per allotjar l'arxiu municipal i una sala d'exposicions temporal. També s'incloïa en aquest projecte l'adequació del pati/jardí, per crear espais alternatius per a altres tipus d'usos, sempre vinculats al museu i amb l'objectiu secundari de recuperar la unitat històrica, arquitectònica i funcional d'aquesta casa pairal del segle xix.

## Descripció
La col·lecció museogràfica està formada per objectes molt diversos de diferents àmbits, des del paleontològic, a l'àmbit etnològic.
La col·lecció paleontològica destaca pel material arqueològic, recuperat a la zona d'Utiel i la seva Comarca de Requena-Utiel) que abasta des de l'època prehistòrica fins a la medieval. D'importància considerable són les peces de l'època ibèrica com ara armaments, eines agrícoles i una col·lecció d'urnes cineràries amb els seus aixovars funeraris corresponent Mentre que de l'època romana destaquen la ceràmica i la col·lecció de fíbules. Part d'aquestes peces han estat donades per la família de Don Alejandro García i catalogades pels arqueòlegs Remedios Martínez García i José Manuel Martínez García.
També són molt interessants els documents que es disposen de la Batalla del Tollo (acció d'Utiel de l'any 1812, guanyada a l'exèrcit francès)
Mentre que en l'àmbit etnològic destaca:
- la recreació d'estades d'un habitatge tradicional (un dormitori i un menjador fonamentalment)[8]
- la sala de l'acció d'Utiel,
- la sala d'utielanos il·lustres, que commemora, a través de diverses publicacions i notícies, la figura d'aquests reconeguts utielanos.[13]
- la sala d'oficis antics,
- la sala de joguines infantils,
- així com una sèrie de panells informatius (cartells taurins del segle XX fonamentalment)[8] i fotogràfics.

Dins aquest àmbit destaquen a l'exposició permanent: el material d'ensenyament, d'ús quotidià, agrícola i d'oficis, així com indumentària tradicional, dels segles XVIII i XIX.